# Dualla
Pour les articles homonymes, voir Anastasia Dualla.
Dualla  est une localité du centre de la Côte d'Ivoire, et appartenant au département de Séguéla, Région du Worodougou. La localité de Dualla est un chef-lieu de commune.